# Dolicheremaeus murphyi
Dolicheremaeus murphyi är en kvalsterart som beskrevs av Sandór Mahunka 1989. Dolicheremaeus murphyi ingår i släktet Dolicheremaeus och familjen Tetracondylidae. Inga underarter finns listade i Catalogue of Life.